# Кресини
Кресини (итал. Cresini) су насељено место у Републици Хрватској у Истарској жупанији. Административно су у саставу општине Жмињ.

## Географија
Кресини се налазе 3 км југозападно од средишта општине Жмињ.

## Историја
До територијалне реорганизације у Хрватској Кресини су били у саставу старе општине Ровињ.

## Становништво
Према задњем попису становништва у Хрватској 2011. године у насељу Кресини живео је 21 становник.
| Број становника по пописима | Број становника по пописима | Број становника по пописима | Број становника по пописима | Број становника по пописима | Број становника по пописима | Број становника по пописима | Број становника по пописима | Број становника по пописима | Број становника по пописима | Број становника по пописима | Број становника по пописима | Број становника по пописима | Број становника по пописима | Број становника по пописима | Број становника по пописима |
| --------------------------- | --------------------------- | --------------------------- | --------------------------- | --------------------------- | --------------------------- | --------------------------- | --------------------------- | --------------------------- | --------------------------- | --------------------------- | --------------------------- | --------------------------- | --------------------------- | --------------------------- | --------------------------- |
| 1857                        | 1869                        | 1880                        | 1890                        | 1900                        | 1910                        | 1921                        | 1931                        | 1948                        | 1953                        | 1961                        | 1971                        | 1981                        | 1991                        | 2001                        | 2011                        |
| 0                           | 0                           | 77                          | 69                          | 76                          | 80                          | 0                           | 0                           | 37                          | 48                          | 37                          | 34                          | 24                          | 23                          | 21                          | 21                          |

Напомена: У 1857, 1869, 1921. у 1931. подаци су садржани у насељу Жмињ. У 1880. исказано под именом ККрешини, љ 1890. под именом Крежини.